# Ciclismo ai XIII Giochi del Mediterraneo
Le competizioni di Ciclismo ai XIII Giochi del Mediterraneo si svolsero lungo un percorso cittadino appositamente allestito per i Giochi. Da segnalare che la prova individuale in linea maschile si è svolta a Lecce.
Per questo sport furono organizzate le seguenti prove:
- Prova individuale in linea (solo maschile) con un percorso di 149,6;
- Prova individuale a cronometro (solo maschile), con un percorso di 43,7 chilometri

per un totale di due medaglie d'oro messe in palio.

## Medagliere
| Pos.   | Nazione  | Oro | Argento | Bronzo | Totale |
| ------ | -------- | --- | ------- | ------ | ------ |
| 1      | Italia   | 2   | 0       | 1      | 3      |
| 2      | Francia  | 0   | 1       | 1      | 2      |
| 3      | Slovenia | 0   | 1       | 0      | 1      |
| Totale | Totale   | 2   | 2       | 2      | 6      |

## Sommario degli eventi
| Evento             | Oro                | Prestazione | Argento           | Prestazione | Bronzo            | Prestazione |
| Ciclismo su strada |                    |             |                   |             |                   |             |
| Corsa in linea     | Salvatore Commesso | 3h30'13"    | Andrej Hauptman   | a 1'27"     | Vincent Templier  | a 1'28"     |
| Cronometro         | Fabio Malberti     | 53'10"      | Martial Locatelli | a 39"       | Maurizio Semprini | a 50"       |